# Thea Djordjadze
Thea Djordjadze (georgisch თეა ჯორჯაძე; * 1971 in Tiflis, Georgische SSR, UdSSR) ist eine zeitgenössische deutsch-georgische Künstlerin, die sich überwiegend mit Installations- und Objektkunst befasst. Sie kam 1994 nach Deutschland und zog 2009 nach Berlin.

## Ausbildung
Thea Djordjadze studierte von 1988 bis 1993 an der Kunstakademie Tiflis. Aufgrund des Bürgerkrieges in Georgien wurde der Akademie-Betrieb im Jahr 1993 eingestellt. Djordjadze hatte sich deswegen erfolgreich an der Gerrit Rietveld Academie in Amsterdam beworben und ging in die Niederlande, wo sie ihre Ausbildung bis 1994 fortsetzte. Bereits nach einem Jahr kam sie nach Deutschland, wo sie bis 2001 ein weiteres Studium an der Staatlichen Kunstakademie Düsseldorf absolvierte. Sie studierte dort von 1995 bis 1997 bei Professor Dieter Krieg und von 1998 bis 2001 bei Professor Rosemarie Trockel, deren Meisterschülerin sie im Jahr 2000 wurde. 1996 holte sie ihren Abschluss an der Kunstakademie Tiflis nach.

## Das künstlerische Werk
Ihr künstlerisches Werk umfasst bildhauerische Arbeiten, Installationen, aber auch Malerei, Fotografie, Zeichnung sowie Videoarbeiten, Performance und Musikaufnahmen.
Den Großteil ihrer Werke machen dabei Installationen aus, die sie mit Bezug auf den jeweiligen Ausstellungsort konzipiert. Ihre raumgreifenden Arbeiten sind aufgeräumt, die Strenge der Ausstellungsarchitektur bricht sie dabei mit wie hingeworfen wirkenden Elementen. Djordjadze verwendet Aquarelle und Zeichnungen oft als Teile ihrer Installationen, sie verstärken deren expressive Wirkung und betonen gleichzeitig den fragmentarischen, „unfertigen“ Status der Arbeiten.
Thea Djordjadze arbeitet mit einer Vielzahl von Materialien wie Stahl, Gips, Holz, Aluminium, Keramik, Glas, Stoffen, Schaumstoff, Pappe, Pappmaché und gefundenen Objekten, um nur einige davon zu nennen. Sie kombiniert so genannte „arme Materialien“ mit wertvollen Materialien und Techniken und kontrastiert so glatte, bearbeitete Oberflächen mit rauen und unbearbeiteten. Organische Formen setzt sie geometrischen Strukturen gegenüber. Boxen, Geländer, Regale und Wände, die sowohl Träger oder Rahmen als auch Teil ihrer skulpturalen Objekte sind, gestaltet sie als einfache, eher zarte Strukturen aus Holz und Metall. Anstelle von Podesten setzt sie häufig Teppiche ein. Djordjadze erschafft so „signaturhafte Objekte, die zwischen Skulptur und Zeichnung stehen, die eher wirken wie Andeutungen von Objekten, die wir kennen, und die ihre letzte Identität nicht preiszugeben scheinen“. Im Ensemble bilden ihre Objekte einen „Raum, der sich selbst bezeichnet und im Kunstwerk auch schließt, wobei der Betrachter innerhalb der Szenerie steht, weil er die Andeutungen zu Ende lesen und interpretieren möchte“. Ein weiteres Merkmal ihrer Arbeit ist das stetige Experimentieren mit einem Formenvokabular, das an der Schnittstelle zwischen Skulptur, Rauminstallation und Museumsdisplay angesiedelt ist.
In ihren Arbeiten scheinen Referenzen auf an Populärkultur, Film, Architektur (z. B. le Corbusier in der Ausstellung Mondi Possibli), Literatur (in der Installation Je n’ai besoin de personne pour me souvenir Lilja Brik und Majakowski, oder bei Archäologie, Politik, Politik, Archäologie, Archäologie, Politik, Politik, Archäologie André Malraux und Joseph Brodsky), Populär- und Geheimwissenschaft (Edition Die Mathematik, Kunstverein Düsseldorf, Installation o.T. (Dipol), Kunstverein Potsdam,WahrSagen, Kunstakademie Düsseldorf oder Kaffeesatzlesen Kunsthalle Zürich) wie auch an georgisches Kunsthandwerk/georgische Volkskunst.
In ihren Objekten und Installationen erreiche Djordjadze eine „Balance des Arrangements zwischen Raum und Raumzeichnung, zwischen Verkörperung und Entkörperung“, so die Jury des renommierten Kunstpreises der Böttcherstraße Bremen in ihrer Begründung der Preisvergabe 2009 an Djordjadze. Die Jury, der Stephan Berg (Kunstmuseum Bonn), Ulrike Groos (Kunsthalle Düsseldorf), Julian Heynen (K21 Düsseldorf) und Thomas Kellein (Kunsthalle Bielefeld) angehörten, begründete ihre Entscheidung außerdem mit Djordjadzes „Rückbezug auf die Klassizität der Moderne, wobei das Provisorische den Part des Improvisatorischen und Aktuellen spielt“, und ihr großes Vertrauen in die Möglichkeiten der Form jenseits von bloßem Kommentar oder Zynismus überzeugen würde.

## Galerien
Thea Djordjadze wird von den Galerien Sprüth Magers (Berlin, London, Los Angeles), Kaufman Repetto (Mailand), Meyer Kainer (Wien) und Take Ninagawa (Tokyo) vertreten.

## Kollaborationen
Djordjadze arbeitete mit Rosemarie Trockel an mehreren Ausstellungen und gemeinsamen Werken zusammen; einige Male auch mit der in Köln lebenden Künstlerin Manuela Leinhoß. Ein Theaterstück erarbeitete sie als Teil der Gruppe I Will zu der auch Studenten und Studentinnen der Trockel-Klasse an der Kunstakademie Düsseldorf gehörten. Neben der bildenden Kunst ist Thea Djordjadze als Sängerin auf diversen Tonträgern zu hören. 2022 schuf Djordjadze das Bühnenbild für First Memory, eine Tanzproduktion des französischen Choreographen und Tänzers Noé Soulier. Ihre für die Szenographie geschaffenen Skulpturen und räumlichen Strukturen „scheinen an etwas Funktionales zu erinnern; sie verweisen eindringlich auf etwas, hören aber auf, kurz bevor das, was es ist, erkennbar wird; sie eröffnen einen unglaublich poetischen Raum, in dem sich unsere Phantasie bewegt“.

### hobbypopMUSEUM
Von 1999 an war Djordjadze Mitglied der Künstlergruppe hobbypopMUSEUM, zu der unter anderem Björn Dahlem, Bettina Furler, Christian Jendreiko, Matthias Lahme, Dietmar Lutz, André Niebur, Marie-Céline Schäfer, Sophie von Hellermann und Markus Vater gehörten. Sie unterhielten in einem Trakt der ehemaligen Düsseldorfer Hauptpost Atelier- und Ausstellungsräume. Im ersten Jahr organisierten sie nahezu wöchentlich eine neue themenbezogene Ausstellung, wofür sie regelmäßig ihre Bilder übermalten. Daneben luden sie aber auch andere Künstler ein. Im Selbstverlag veröffentlichten sie mehrere Publikationen; darüber hinaus erschienen diverse Tonträger, unter anderem als Studio Apartment. hobbypopMUSEUM gewann bald ein internationales Renommee, was zu Einladungen nach San Francisco, ins Antwerpener NICC oder in die Londoner Tate Gallery führte. Im Jahr 2003 beendete Djordjadze ihre Zusammenarbeit mit der Gruppe.

## Stipendien und Auszeichnungen
In 2018 wurde der Portikus mit dem Dr. Marschner Ausstellungspreis für Thea Djordjadzes Einzelausstellung o potio n ausgezeichnet. 2015 wurde ihr die Residency der South London Gallery vergeben, 2001 erhielt sie das Reise-Stipendium der Sk-Stiftung Düsseldorf und das vom Bonner Kunstverein betreute Peter-Mertes-Stipendium, 2004 das NRW-Stipendium für Künstlerinnen mit Kindern und das Atelier-Stipendium der Imhoff-Stiftung und des Kölnischen Kunstvereins. 2006 war Djordjadze zur Sommerakademie des Zentrum Paul Klee nach Bern eingeladen, im Jahr darauf erhielt sie das Residenzstipendium der Londoner Institution Studio Voltaire, im Jahr 2008 ein Arbeitsstipendium der Kunststiftung NRW und das Katalogstipendium der Alfried-Krupp-von-Bohlen-und-Halbach-Stiftung. Im Frühjahr 2009 wurde sie mit dem Kunstpreis der Böttcherstraße in Bremen ausgezeichnet.

## Ausstellungen, Installationen, Performances (Auswahl)

### Einzelausstellungen
- 2023: the ceiling of a courtyard, WIELS Contemporary Art Centre, Brüssel
- 2022: Se souvenir et témoigner, Musée d’Art Moderne et Contemporain (MAMC), Saint-Étienne
- 2021/22: all building as making, Martin-Gropius-Bau, Berlin
- 2019: one is so public, and the other, so private., Kunstmuseum Winterthur, Winterthur
- 2019: if I were an early person, Sprüth Magers, Los Angeles
- 2018: o potio n., Portikus, Frankfurt am Main
- 2017: Thea Djordjadze Inventur SGSM, Pinakothek der Moderne, Staatliche Graphische Sammlung, München
- 2017: Thea Djordjadze / Rosemarie Trockel. Un soir, j'assis la beauté sur mes genoux. And I found her bitter. And I hurt her, Sprüth Magers, Berlin
- 2016: To be in an upright position on the feet (studio visit), Wiener Secession, Wien
- 2016: Space Under, Projects 103, MoMA PS1, New York
- 2015: MA SA I A LY E A SE – DE, South London Gallery, London
- 2014: Thea Djordjadze, MIT List Visual Arts Center, Cambridge
- 2013: Thea Djordjadze, Aspen Art Museum, Aspen (Colorado)
- 2013: November, Kölnischer Kunstverein, Köln
- 2012: our full, Kunsthall Malmö, Malmö
- 2011: Lost Promise in a Room, The Common Guild, Glasgow
- 2011: Thea Djordjadze – His vanity requires no response, Contemporary Art Museum St. Louis
- 2010: Foksal, Warschau
- 2009: Kunsthalle Basel, Basel
- 2009:Explain away - ე.ი., Galerie Monika Sprüth Philomene Magers, Berlin
- 2008: Kunstverein Nürnberg, Nürnberg
- 2008: Un soir, j'ai assis la beauté sur mes genoux. And I found her bitter and i hurt her, Galerie Monika Sprüth Philomene Magers, München (mit Rosemarie Trockel)
- 2007: Possibility, Nansen, Studio Voltaire, London[6]
- 2007: History of an Encounter, Galerie Micky Schubert, Berlin
- 2005: 2, Bar Ornella, Köln
- 2003: Fröhliche Wissenschaft, Brandenburgischer Kunstverein, Potsdam
- 2001 The Sight of the Conductor, (Peter-Mertes-Stipendium) Bonner Kunstverein, Bonn

### Gruppenausstellungen
- 2023: Your Home Is Where You’re Happy, Haus Mödrath - Räume für Kunst, Kerpen
- 2023: Niko Pirosmani, Fondation Beyeler, Riehen/Basel
- 2023: Ecstatic: Selections from the Hammer Contemporary Collection, Hammer Museum, Los Angeles
- 2022: Under Construction, Hamburger Bahnhof - Museum für Gegenwart, Berlin
- 2022: 22 WOMEN ARTISTS, Stations, Berlin
- 2021: Around the Day in Eighty Worlds, CAPC - Musée d’Art Contemporain, de Bordeaux
- 2021: Grandi Collezioni al Museo - Collezione Ghigi, Museo Licini, Bologna
- 2020: My Body Holds Its Shape, Tai Kwun Contemporary, Hong Kong
- 2019: Hyper! A Journey into Art and Music, Deichtorhallen, Hamburg
- 2018: I do speak Landscape, Braunsfelder Family Collection, Köln
- 2017: Jumping out of an age we found uninhabitable, (two-person show with Fausto Melotti and Thea Djordjadze), Triennale di Milano, Design Museum, Mailand
- 2017: Mentales Gelb – Sonnenhöchststand, Städtische Galerie im Lenbachhaus München und Kunstmuseum Bonn
- 2016: Wer nicht denken will, fliegt raus. Handlungsanweisungen nach Beuys, Kurhaus Kleve, Kleve
- 2016: NO MAN'S LAND: Women artists from the Rubell Family Collection, National Museum of Women in the Arts, Washington D.C
- 2015: All the worlds futures, Biennale di Venezia, Venedig
- 2014: The Brancusi Effect - The Archival Impulse, Kunsthalle Wien
- 2014: Post/Postminimal, Kunstmuseum St. Gallen
- 2013: Collection on Display - Sammlungspräsentation des Migros Museum für Gegenwartskunst, Migros Museum für Gegenwartskunst, Zürich
- 2012: Olinka or Where the Movement is Created, Museo Tamayo, Mexiko-Stadt
- 2012: Lieber Aby Warburg, was tun mit Bildern, Museum für Gegenwartskunst Siegen
- 2012: Documenta 13, Kassel
- 2011: Essential Art, Collezione Maramotti, Kunstverein Frankfurt am Main
- 2011:Time again, Sculpture Center, New York
- 2010: Fokus 2: Becoming Visible Sammlung Ludwig Forum für Internationale Kunst, Aachen
- 2010: The Promises of the Past, Centre George-Pompidou, Paris
- 2010: Aspekte des Sammelns, Essl Museum, Klosterneuburg
- 2009: Kunstpreis der Böttcherstraße in Bremen 2009 (Kandidaten), Neues Museum Weserburg Bremen (in Kooperation mit der Kunsthalle Bremen), Bremen
- 2008: On Interchange, Museum Kurhaus Kleve
- 2008: Martian Museum of Terrestrial Art, Barbican, London
- 2008: When Things Cast No Shadow, 5th berlin biennale, Berlin
- 2007: Élégance, Kölnischer Kunstverein, Köln
- 2007: 9. Biennale de Lyon (mit Rosemarie Trockel und Michel Houellebecq), Lyon
- 2007: Franz West (cur.): Der Ficker, Fortescue Avenue, London
- 2007: Let's stay alive until Tuesday, Children National Gallery, Tiflis
- 2006: modus, Kunsthalle St. Gallen (mit Gerda Scheepers, Rosemarie Trockel), St. Gallen
- 2006: experimence in pop, Zentrum Paul Klee, Bern
- 2005: Open Garden, Fortescue Avenue, London
- 2005: 11, Bar Ornella, Köln
- 2004: Djordjadze, Elfgen, Scheepers Monika Sprüth Philomene Magers Projekte, München
- 2003: L'Ananas bianco & Utopia Station, Biennale di Venezia, Venedig
- 2003: 20th Anniversary Show, Galerie Monika Sprüth Philomene Magers, Köln
- 2001: Zero Gravity, Kunstverein für die Rheinlande und Westfalen, Düsseldorf
- 2000: Wuckenhof – Klasse Trockel, Kunstverein, Schwerte
- 2000: Art Grus, Dom, Moskau
- 1999: Djordjadze Föttinger Von Hellermann, Champion Art, Arnheim
- 1998: Due Dimensioni, Arte giovane in Italia e Germania, u. a. mit Armin Baumgarten und Hans-Jörg Holubitschka, Academia di Belle Arti, Venedig
- 1998: Mayday, Böhlerwerke, Düsseldorf
- 1997: Klasse Krieg, Galerie Timm Gierig, Frankfurt

### Projekte im öffentlichen Raum
- 2008: Folded B, Skulpturenpark, Berlin
- 2006: A room of one's own (mit Manuela Leinhoß), Zülpicher Platz, Köln
- 2006: Pampel, Frauenplatz, München (dann: Mohr-Villa, München)

### Performances
- 2008: Untitled (Kaffeesatzlesen), Kunstmuseum, Zürich
- 2005: Südstadtvirus, Studio Voltaire, London
- 2005: I Will, Düsseldorfer Schauspielhaus, Düsseldorf
- 2001: WahrSagen (Kaffeesatz), Staatliche Kunstakademie, Düsseldorf
- 2001: Untitled (Haareschneiden), Kunstverein für die Rheinlande und Westfalen, Düsseldorf
- 2000 Untitled (Ich habe keine Kraft für London), Vilma Gold Gallery, London

## Bibliographie (Auswahl)
- Thea Djordjadze. Se souvenir et témoigner, MAMC+ und Verlag der Buchhandlung Walther und Franz König, Köln 2022
- Thea Djordjadze. one is so public, and the other, so private, Verlag Koenig Books, London 2019
- Thea Djordjadze. o potio n., Portikus, Frankfurt am Main 2018
- Thea Djordjadze. Inventur SGSM, Staatliche Graphische Sammlung, München 2017
- To be in an upright position on the feet (studio visit)., Secession Wien 2016
- Thea Djordjadze. Our Full, Malmö Konsthall 2012
- Thea Djordjadze, Kunsthalle Basel 2009
- Thea Djordjadze, Verlag für Moderne Kunst 2009
- Barunke/Haberer (Hrsg.): On Interchange – Zwischenspiele einer Sammlung, Museum Kurhaus Kleve 2008
- Josh Smith: Der Ficker, London/New York 2007 (artist book)
- Faltblatt Bar Ornella Köln 2006
- modus, Kunsthalle St. Gallen, Ausstellungskatalog, St. Gallen 2006
- experimence in pop, Zentrum Paul Klee, Ausstellungskatalog, Bern 2006
- I Will, Köln 2005 (artist book)
- Biennale 2003, Ausstellungskatalog, Venedig 2003
- Malcolm Maloney: death to the fascist insect that preys on the life of the people, Anthony d’Offay, London 2001
- Three Women, Bonner Kunstverein, Bonn/Düsseldorf 2001 (artist book)
- Wuckenhof – Kunstverein Schwerte, Düsseldorf 2001
- hobbypopMUSEUM, Düsseldorf 2000
- Bistro Forever, Düsseldorf 1999 (artist book)
- Klasse Krieg II, Galerie Timm Gierig, Frankfurt 1997

## Tonträger
- 2006: Andreas Reihse: Kleines Musikbrevier, Cd, Köln
- 2005 I Will – Mappe Für Sponsoren Und Mitarbeiter, Cd, Köln
- 2004: Midnight Mike: Bring me to my senses, Gomma, 12″-Schallplatte, München
- 2002: hobbypopMUSEUM: A Selection Of Sound-Pieces Cd, Düsseldorf
- 2001: April: if…, italic 13, 12″-Schallplatte und Postkarte, Köln
  - ST AP 00: Nanobots, fleshrecords 05, 12″-Schallplatte, London
  - Midnight Mike & Violetta: Round and Round, fleshrecords, 12″-Schallplatte, London

## Trivia
2001 wählte die Fotografin Ines van Lamsweerde Thea Djordjadze als Madonna-Double für eine Fotostrecke im amerikanischen Modefachmagazin W.
Thea Djordjadzes Vater ist der Musiker Irakli Djordjadze.